# 黑奇堡
黑奇堡（德語：Hetschburg，發音：[ˈhɛtʃbʊʁk]）是德国图林根州魏玛地区县的市镇，面积2.72平方千米，2023年12月31日人口为239人。